# San Lorenzo (Bernardo Daddi)
San Lorenzo è un dipinto a tempera e oro su tavola (43 × 24 cm) di Bernardo Daddi, databile al 1340 circa e conservato nella Pinacoteca di Brera a Milano.

## Storia
L'opera si trovava nella collezione di Casimiro Sipriot, che la donò a Brera nel 1903. Si ignora la collocazione originale della tavola, che sicuramente venne decurtata in alto e in basso per darle forma rettangolare: si trattava di una pratica comune quando, dopo le soppressioni tra XVIII e XIX secolo, i polittici venivano smembrati e immessi separatamente sul mercato antiquario.
L'attribuzione a Bernardo Daddi, tra i migliori giotteschi attivi a Firenze dopo la morte del maestro, sebbene messa in passato in dubbio, è stata confermata da un'analisi scientifica nel corso del restauro. La datazione è collocabile nella fase tarda della sua attività, non molto prima della morte durante la peste nera del 1348.

## Descrizione e stile
Il santo indossa una dalmatica rossa riccamente decorata, sul collo, sul petto, sui bordi delle maniche e lungo le principali cuciture, da dorature e ricami, come erano tipici nei più sontuosi vestiti diaconali dell'epoca. Tiene in mano un libro e un ramo di palma stilizzato, che ne ricorda il martirio. Probabilmente ai suoi piedi doveva anche trovarsi, magari appoggiata a una gamba, la graticola, tipico suo attributo.
Lo sguardo è girato a destra, verso dove si trovava il pannello centrale del polittico: si trattava quindi di uno scomparto di sinistra. Il suo volto è reso nella rotondità dal chiaroscuro, con gli occhi particolarmente sottili e allungati, una delle caratteristiche tipiche dello stile del Daddi.